# 地区労
地区労（ちくろう）とは、日本において地域ごとの労働組合が組織する団体の一つである。正式名称は組織により地区労働組合会議、地区労働組合協議会等となっている。
日本労働組合総評議会（総評）における県評の下部組織であり、最盛期には全国で1,200以上を数えた。1980年代の労働界再編の中で連合系と全労連系の単組の確執により解散する組織も多かったが、存続して全労連や全労協の下部組織になる所や、総評系の連合労組の参加も多い平和フォーラムに参加する組織、これらに参加せずにナショナルセンターの枠を越えて従来通りの地域の労働組合共闘組織となる所などもある。1989年に総評が解散して以降は徐々にその数を減らしてきているものの、地区によっては現在も活発な活動を続けているところもある。

## 個別組織
- 熊谷地区労働組合協議会（熊谷地区労・埼玉県熊谷市）
- 市原地区労働組合協議会（市原地区労・千葉県市原市）
- 伏見地区労働組合協議会（伏見地区労・京都府京都市伏見区）
- 神戸地区労働組合協議会（神戸地区労・兵庫県神戸市中央区）
- 唐津・東松浦地区労働組合評議会（唐松地区労・佐賀県唐津市）
- 佐世保地区労働組合会議（佐世保地区労・長崎県佐世保市）
- 長崎地区労働組合会議（長崎地区労・長崎県長崎市）

など。